# Paul Speckmann
Paul Speckmann (* 28. září 1963, Chicago, stát Illinois, USA) je americký baskytarista a zpěvák. Působil nebo stále působí v řadě metalových kapel, jako například War Cry, Deathstrike, Master, Abomination, Martyr nebo Krabathor. Společně s Chuckem Schuldinerem ze skupiny Death je považován za otce death metalu. V roce 1999 se přestěhoval na Slovácko do Uherského Hradiště, kde žije s manželkou Jitkou.